# تومي لو
تومي لو (بالإنجليزية: Tommy Law)‏ (1 أبريل 1908 بغلاسكو في المملكة المتحدة - 17 فبراير 1976) هو لاعب كرة قدم بريطاني (وحمل سابقاً جنسية المملكة المتحدة لبريطانيا العظمى وأيرلندا) في مركز الظهير. شارك مع منتخب اسكتلندا لكرة القدم. أما مع النوادي، فقد لعب مع تشيلسي.

## وصلات خارجية
- تومي لو على موقع الاتحاد الإسكتلندي (الإنجليزية)
- تومي لو على موقع قاعدة بيانات كرة القدم.إي يو (الإنجليزية)
- تومي لو على موقع ناشيونال فوتبول تيمز (الإنجليزية)